# Scena Letnia Teatru Miejskiego w Gdyni

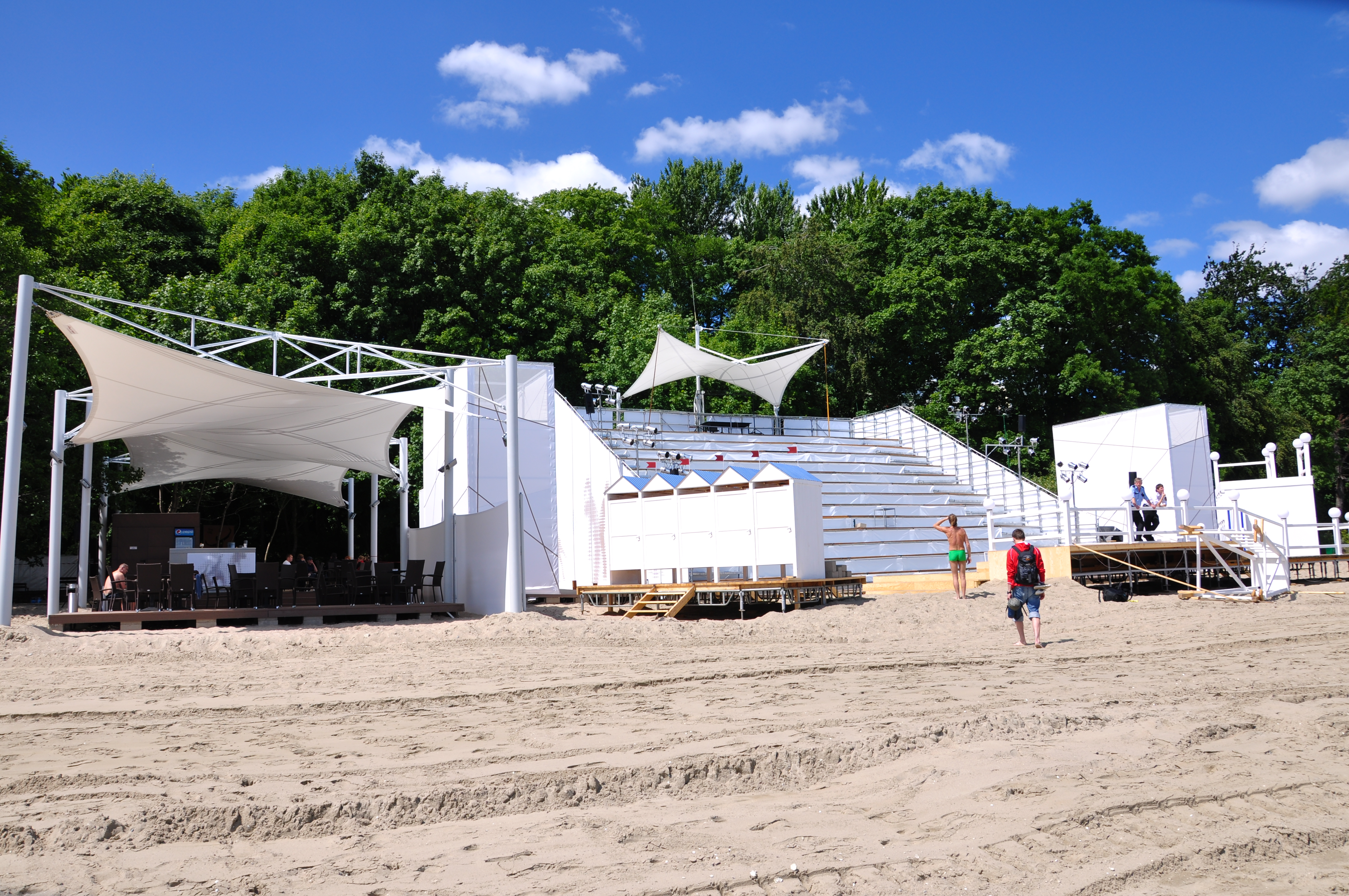
Scena Letnia Teatru Miejskiego im. Witolda Gombrowicza w Gdyni

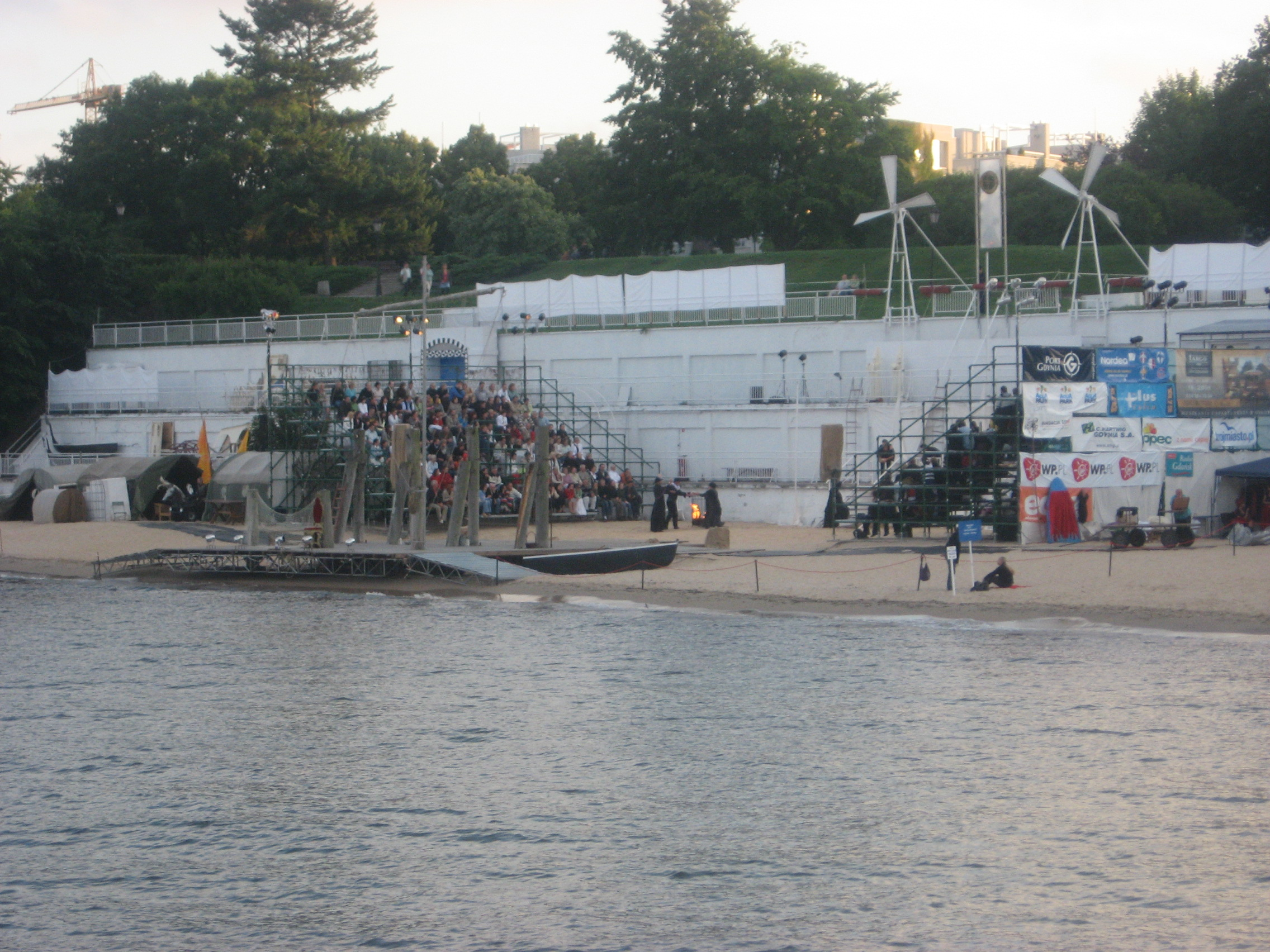
Widok z mola podczas spektaklu Don Kichote.

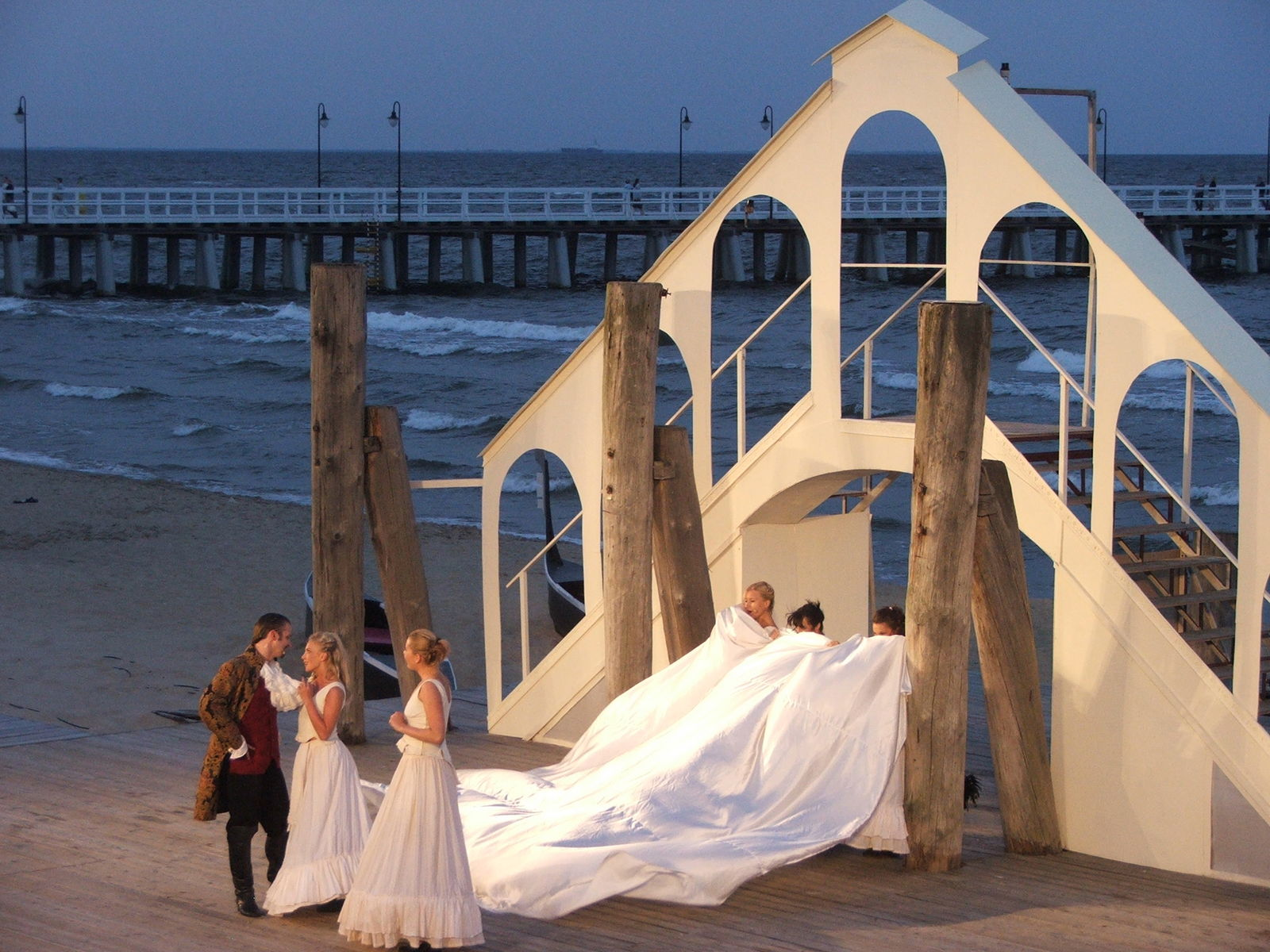
Spektakl Casanova

Scena Letnia Teatru Miejskiego im. Witolda Gombrowicza w Gdyni – działająca od 1996 roku jedyna w Polsce coroczna letnia (sezon trwa w lipcu i sierpniu) scena, prezentująca spektakle teatralne na plaży. 
Teatr na plaży zainicjowała w 1996 roku była dyrektor Teatru Miejskiego w Gdyni Julia Wernio. Scena teatralna i zaplecze techniczne (garderoby, magazyn dekoracji) zlokalizowane były obok molo w gdyńskiej dzielnicy Orłowo. 
Repertuar Sceny Letniej stanowią głównie spektakle Teatru Miejskiego w Gdyni. W 2006 w ramach tzw. "Miesiąca greckiego" odbyły się także koncerty piosenek i utworów muzycznych, przedstawiane przez wykonawców niezwiązanych na co dzień z Teatrem Gombrowicza. Oprócz przedstawień teatralnych odbywają się także wieczory kabaretowe, recitale piosenek i inne plenerowe imprezy artystyczne.

## Spektakle plażowe
W nawiasie podano rok premiery.
- Awantura w Chioggi (Carlo Goldoni) - reż. Waldemar Śmigasiewicz (1996)
- Sen nocy letniej (William Szekspir) - reż. Julia Wernio (1997)
- Iwona, księżniczka Burgunda (Witold Gombrowicz) - reż. Waldemar Śmigasiewicz (1998)
- Burza (William Szekspir) - reż. Julia Wernio (1999)
- Anioł zstąpił do Babilonu (Friedrich Dürrenmatt) - reż. Julia Wernio (2000)
- Mewa (Anton Czechow) - reż. Julia Wernio (2001)
- Niespodziewany koniec lata (według Kabaretu Starszych Panów)  - reż. Waldemar Śmigasiewicz (2002)
- Życie jest snem (Pedro Calderón de la Barca) - reż. Julia Wernio (2003)
- Trans-Atlantyk (Witold Gombrowicz) - reż. Waldemar Śmigasiewicz (2004)
- Don Kichote (Miguel de Cervantes) - reż. Jacek Bunsch (2005 - w ramach miesiąca hiszpańskiego)
- Musical Zorba (na podstawie powieści Nikos Kazantzakis pt. "Grek Zorba") - reż. Jan Szurmiej (2006 - w ramach miesiąca greckiego)
- Casanova - reż. Jacek Bunsch (2007 - w ramach miesiąca włoskiego)
- Proces (Franz Kafka) - reż. Waldemar Śmigasiewicz (2009)